# Preston Sturges
Preston Sturges właś. Edmund Preston Biden (ur. 29 sierpnia 1898 w Chicago, zm. 6 sierpnia 1959 w Nowym Jorku) – amerykański reżyser i scenarzysta filmowy, odnoszący sukcesy w latach 40. XX w.

## Zarys kariery
Zadebiutował satyrą polityczną Wielki McGinty (1940). Film ten przyniósł mu Oscara za najlepszy scenariusz oryginalny. Jego kolejne filmy Lady Eve oraz Podróże Sullivana cieszyły się również dużą popularnością. Łącznie był autorem 46 scenariuszy oraz jednocześnie reżyserem 14 produkcji filmowych.

## Filmografia
Jako scenarzysta/reżyser/aktor wystąpił łącznie w prawie 50 produkcjach filmowych.
- The Big Pond (1930, dialogi)
- La grande mare (1930, dialogi)
- Fast and Loose (1930, dialogi)
- Strictly Dishonorable (1931, sztuka teatralna)
- They Just Had to Get Married (1932, niewymieniony w napisach)
- Child of Manhattan (1933, na podstawie jego sztuki teatralnej)
- Władza i chwała (1933, oryginalny scenariusz)
- Niewidzialny człowiek (1933, współautor scenariusza)
- Napoleon na Broadwayu (1934, niewymieniony w napisach)
- Księżniczka przez trzydzieści dni (1934, scenariusz)
- Imitacja życia (1934, współautor scenariusza)
- Katiusza (1934, adaptacja ekranowa)
- Dobra wróżka (1935)
- Diamond Jim (1935, scenariusz)
- Next Time We Love (1936, współtwórca konstruowania scenariusza)
- Love Before Breakfast (1936, współuczestnik scenariusza)
- Hotel Haywire (1937, oryginalna historia/scenariusz)
- Anonimowy kochanek (1937, scenariusz)
- College Swing (1938, niewymieniony w napisach)
- Port siedmiu mórz (1938, scenariusz)
- Żebrak w purpurze (1938, scenariusz)
- Never Say Die (1939, scenariusz)
- Wielki McGinty (1940, scenariusz i reżyseria)
- Boże Narodzenie w lipcu (1940, sztuka "A Cup of Coffee", reżyseria oraz aktor epizodyczny)
- Remember the Night (1940, oryginalny scenariusz)
- Broadway Melody of 1940 (1940, niewymieniony w napisach)
- Lady Eve (1941, scenariusz i reżyseria)
- Podróże Sullivana (1941, scenariusz, reżyser, producent i aktor)
- New York Town (1941, niewymieniony w napisach)
- Opowieść o Palm Beach (1942, scenariusz i reżyseria)
- Safeguarding Military Information (1942, autor i reżyser krótkometrażowego dokumentu)
- Ożeniłem się z czarownicą (1942, producent)
- Star Spangled Rhythm (1942, jako
- Cud w Morgan's Creek (1943, oryginalny scenariusz, reżyseria i producent)
- Witajcie bohatera-zdobywcę (1944, scenariusz, reżyseria i producent)
- The Great Moment (1944, scenariusz, reżyseria i producent)
- I'll Be Yours (1947, ze scenariusza jego sztuki "The Good Fairy")
- Zwariowana środa (1947, oryginalny scenariusz, reżyseria i producent)
- Nieszczerze oddana (1948, oryginalny scenariusz napisany przez niego samego, reżyseria i producent)
- Piękna blondynka z Bashful Bend (1949, oryginalny scenariusz, reżyseria i producent)
- Vendetta (1950, reżyser i niewymieniony w napisach scenarzysta)
- Strictly Dishonorable (1951, sztuka teatralna)
- Lux Video Theatre (1954-1955, serial TV: scenariusz 3 odcinków i 1 sztuka teatralna)
- Pamiętnik majora Thompsona (1955, reżyseria)
- The Birds and the Bees (1956, scenariusz)
- Rock-a-Bye Baby (1958, wg scenariusza "Cud w Morgan's Creek)
- Paryskie wakacje (1958, obsada aktorska: Serge Vitry)